# ベリアン (ワシントン州)
ベリアン（Burien）は、アメリカ合衆国ワシントン州キング郡の都市である。シアトルの南に位置している。人口は5万2066人（2020年）。

## 概要
1993年に法人化した。市域の西側はピュージェット湾、東側はシアトル・タコマ国際空港に接している。市内に鉄道がないため公共交通は路線バスが主役となっている。

## 地理
アメリカ合衆国統計局によると、総面積40.6 km2 (15.7 mi2) である。このうち25.6 km2 (9.9 mi2) が陸地であり、15.0 km2 (5.8 mi2) (43.80%) が水地である。 

## 住民
2000年国勢調査では、人口31,881人、13,399世帯、8,066家族が暮らしている。人口密度は1,654.5/km2 (4,287.0/mi2) である。721.2/km2 (1,868.9/mi2) の平均的な密度に13,898軒の住宅が建っている。この都市の人種的な構成は白人75.74%、アフリカン・アメリカン5.14%、ネイティブ・アメリカン1.29%、アジア7.00%、太平洋諸島系1.16%、その他の人種5.40%、混血4.28%である。この人口の10.66%はヒスパニックまたはラテン系である。
全世帯のうち、18歳未満の子供と同居している世帯が27.1%、夫婦のみの世帯が43.5%、未婚女性の世帯が11.6%であり、39.8%は家族を持たない。個人名義の世帯主が32.4%、そのうち65歳以上が10.5%である。世帯ごとの平均人数は2.36人、家族ごとの平均人数は2.98人である。
18歳未満の未成年が22.8%、18歳以上24歳以下が8.0%、25歳以上44歳以下が30.8%、45歳以上64歳以下が24.7%、65歳以上が13.8%、平均年齢は38歳である。女性100人に対して男性は96.5人である。18歳以上の女性100人に対して男性は94.7人である。
この都市の世帯ごとの平均的な収入は41,577 USドルであり、家族ごとの平均的な収入は53,814 USドルである。男性は39,248 USドルに対して女性は29,694 USドルの平均的な収入がある。この都市の一人当たりの収入 (per capita income) は23,737 USドルである。人口の6.9%及び家族の9.4%は貧困線以下である。全人口のうち18歳未満の13.1%及び65歳以上の6.1%は貧困線以下の生活を送っている。